# Площадь Тысячелетия (Казань)
Пло́щадь Тысячеле́тия (тат. Меңъеллык мəйданы) — крупнейшая, самая известная и одна из двух главных (наряду с площадью Свободы) площадей Казани, расположенная в историческом центре города у Казанского Кремля, в Вахитовском районе города. Одна из самых больших площадей в России и мире. Панорамы площади с Кремлём, мечетью Кул-Шариф и «летающей тарелкой» Цирка являются «визитной карточкой» города и самым распространённым для видовых презентаций и туристов местом фотосъёмок среди достопримечательностей города.
Прежнее название — площадь Ярмарочная (Ташаяк). С 2005 года носит современное название, которое ей было присвоено в связи с празднованием тысячелетия города.

## Расположение и характеристики
Главная ось площади ориентирована с северо-запада на юго-восток. Длина площади вдоль оси — около 510 м, ширина — 130 м (в районе главного входа на стадион — 250 м), площадь — около 90 тыс. м².
Площадь включает в себя наклонное поле с газонами (зелёная трава поддерживается с мая по октябрь), пешеходными дорожками и фонарными столбами, широкую проезжую часть от Кремлёвской дамбы через реку Казанка до начала протоки Булак, площадку перед Центральным Стадионом, местный проезд у подножия Кремля, небольшие скверы перед и напротив Цирка. Под проезжей частью имеется подземный переход.
По проезжей части проходит несколько троллейбусных и автобусных маршрутов, с которых возможна пересадка на станцию метрополитена «Кремлёвская». На площади также есть остановка двухэтажных экскурсионных автобусов всемирной сети City Sightseeing.

## История
Во времена войн между Русским государством и Казанским ханством поле перед Казанским Кремлём было местом его осады русскими войсками.
Позже на этом месте существовала торговая площадь Ташаяк с ярмарками и развлечениями.
Площадь в нынешних размерах и виде была образована в 1999—2002 годах по решению мэра Исхакова за счёт частей улиц Ново-Кремлёвская и Баумана и сноса ветхих малоэтажных исторически малоценных зданий в начале улицы Баумана.
Перед празднованием тысячелетия города 2005 г. площадь была реконструирована, включая сооружение станции метро «Кремлёвская» около площади и отдельного подземного перехода под площадью. К проведению в городе всемирной Универсиады 2013 года часть площади у Кремлёвской дамбы была реконструирована в разноуровневую развязку.

## Современность
Площадь является главным в городе местом проведения культурно-массовых общественных мероприятий, таких как празднование с народными гуляниями, парадами, салютом Дня республики и города (30 августа) и Дня Победы (9 мая), музыкальных фестивалей (например, «Сотворение мира»), показательных выступлений (например, шоу с участием гоночных автомобилей и мотоциклов Kazan City Racing и Формулы-1) и т. п., во время которых здесь собирается до нескольких сотен тысяч горожан и гостей города, а также устанавливаются сцены, зрительские сидения, трибуны, мачты и другие временные разборные сооружения и приспособления.
Во время празднования миллениума города данные мероприятия длились несколько дней, на площадке перед Стадионом была установлена многоэтажная сцена в форме Шапки Мономаха с мощной светотехникой, над площадью проводилось авиашоу, а вечером площадь и Кремль озарялись лазерно-прожекторным световым шоу и завершающим 1000-залповым салютом.
На площадке перед Стадионом ежегодно устанавливается 40-метровая разборная конструкция в виде главной городской Новогодней ёлки, проводятся культурные, политические и спортивные мероприятия (например, главный республиканский ифтар, гастроли передвижного цирка-шапито Дю Солей, митинги и акции, старты и финиши марафонов и т. д.), а в остальное время проходят курсы автовождения.

## Объекты
К площади примыкают следующие объекты:
- Казанский Кремль, южная стена с башнями Юго-западная, Безымянная, Кул-Шариф, Дозорная, Юго-Восточная;
- Центральный стадион;
- Казанский государственный цирк;
- Культурно-развлекательный комплекс Пирамида;
- Академия наук Республики Татарстан;
- Казначейство республики Татарстан;
- станция метро «Кремлёвская», 3 выхода из северного вестибюля;
- памятник Казанскому благотворителю, в сквере напротив цирка;
- начало протока Булак;
- Кремлёвская дамба;
- Кремлёвская набережная;
- Площадь 1 мая;
- улицы Ташаяк, Право- и Левобулачные;
- начало улицы Баумана.

## Галерея

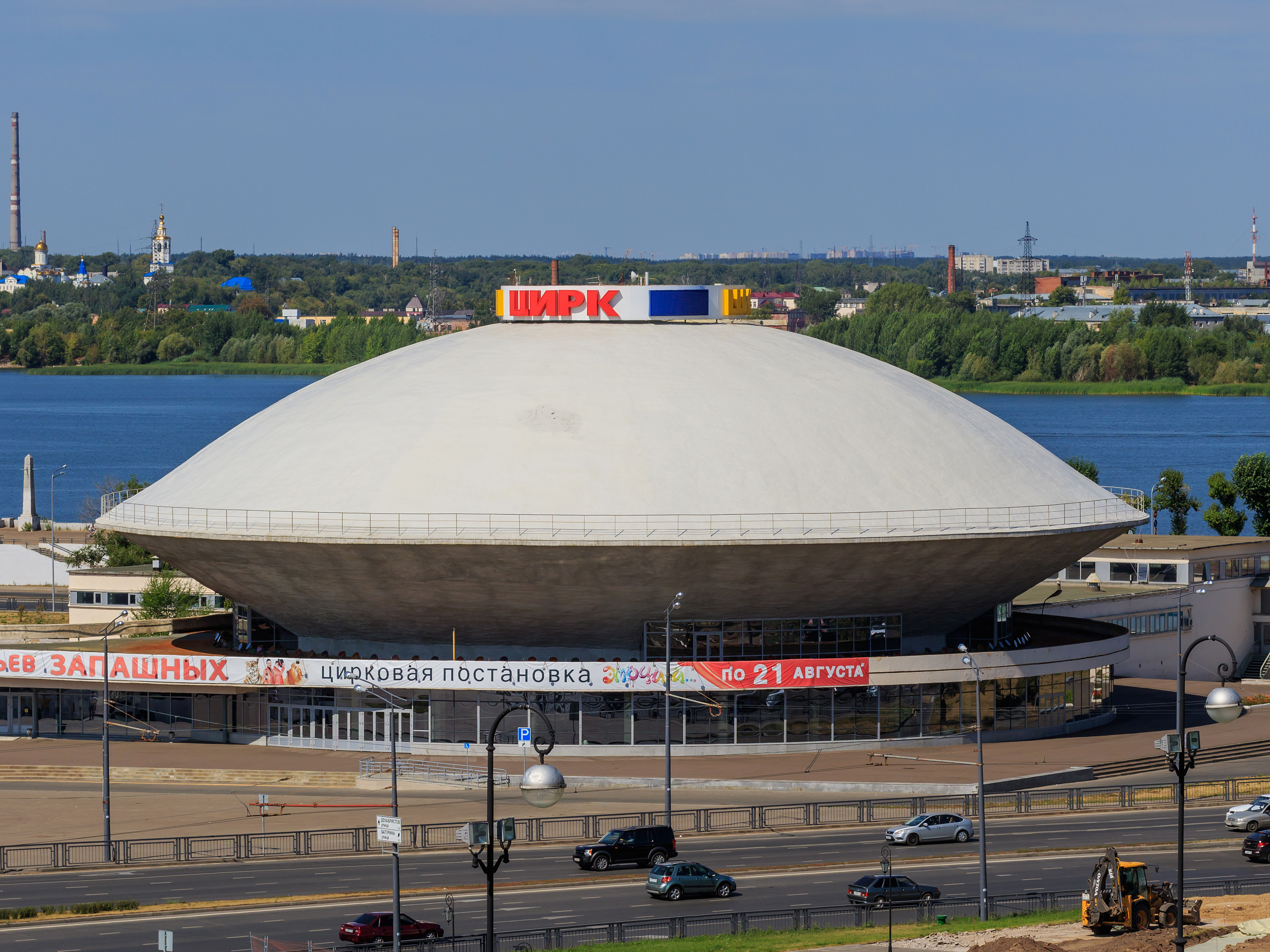
Казанский государственный цирк
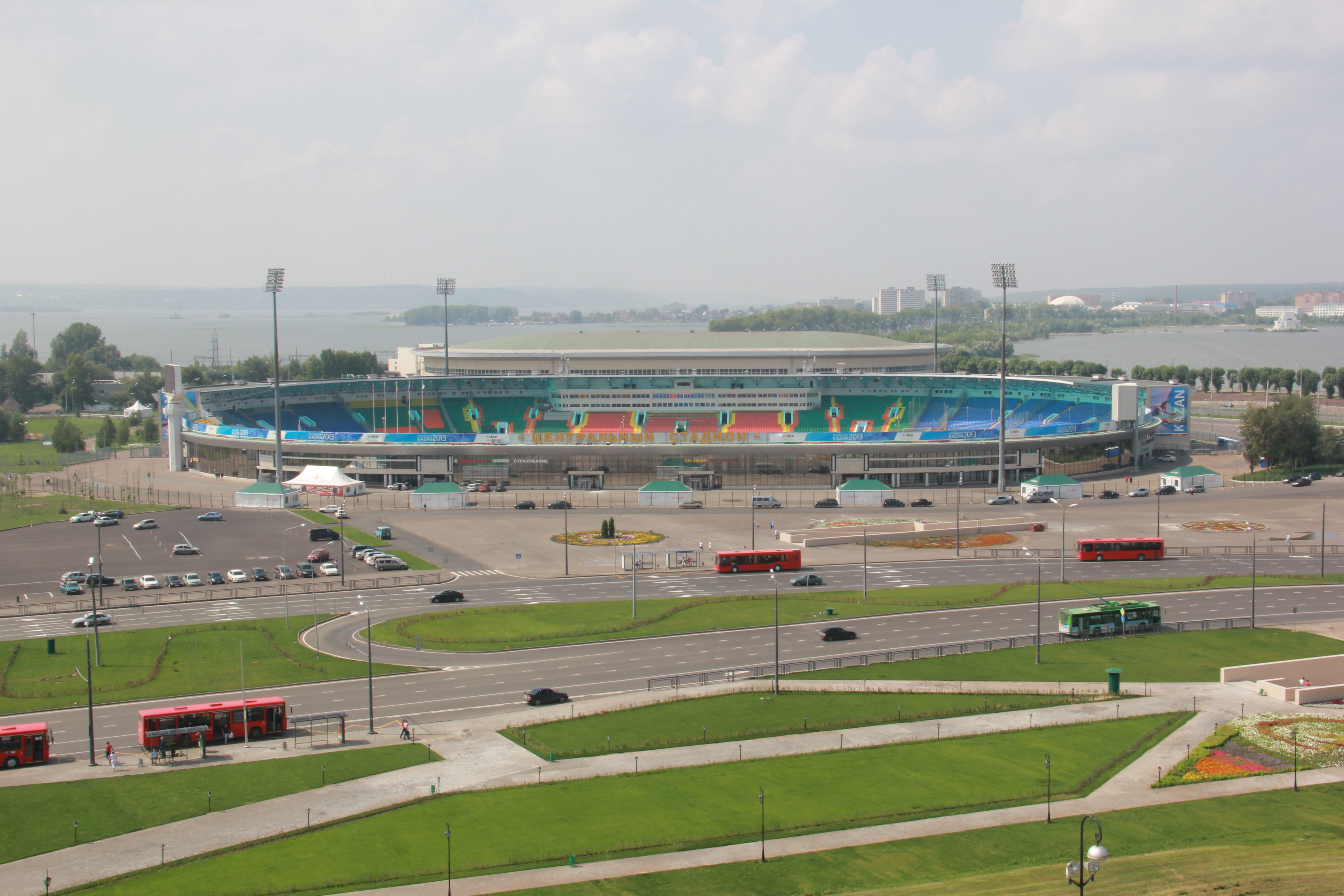
Центральный стадион
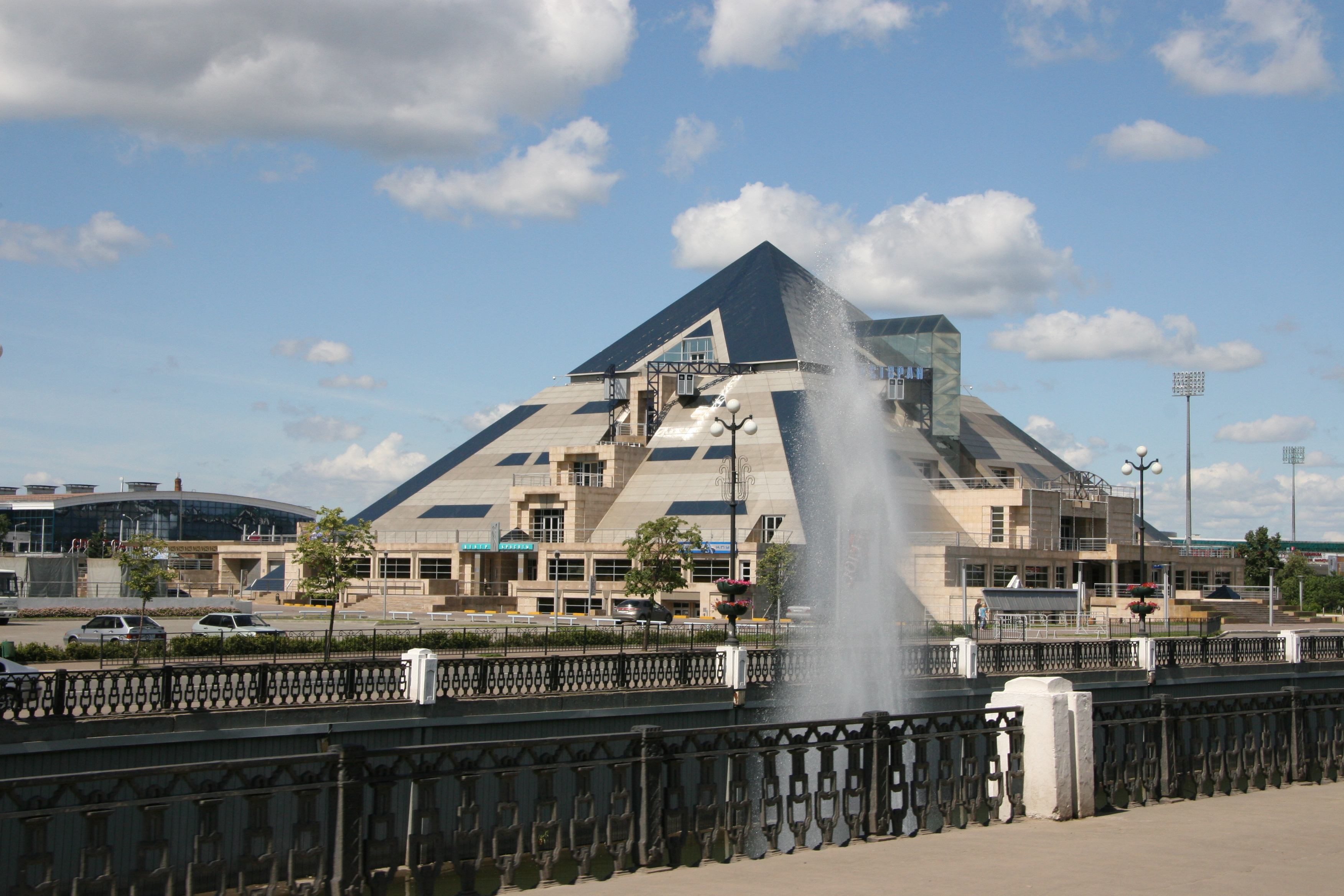
Культурно-развлекательный комплекс Пирамида
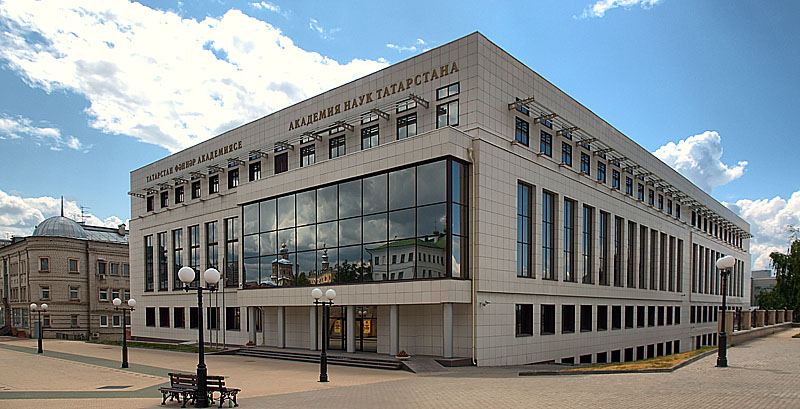
Академия наук Республики Татарстан
Памятник благотворителю
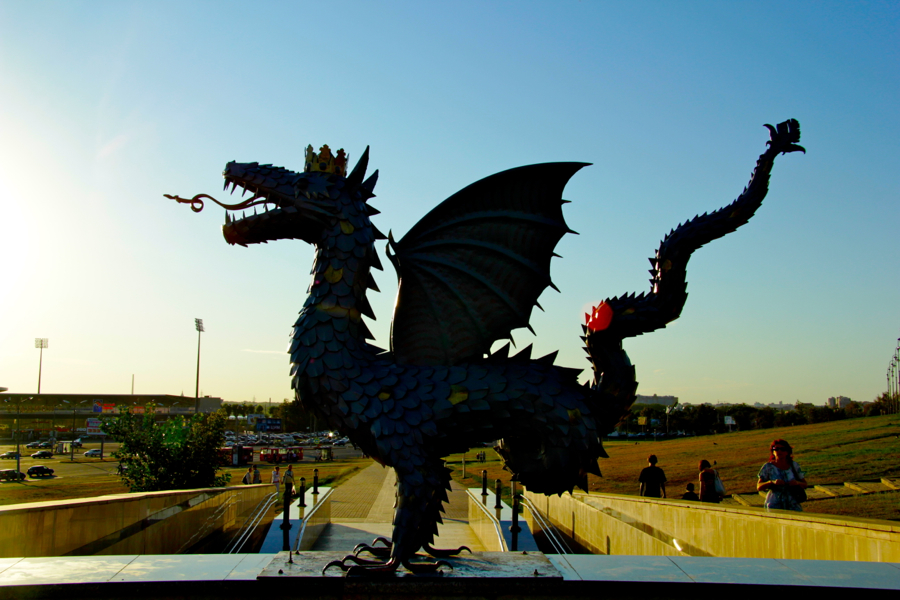
Скульптура Зиланта
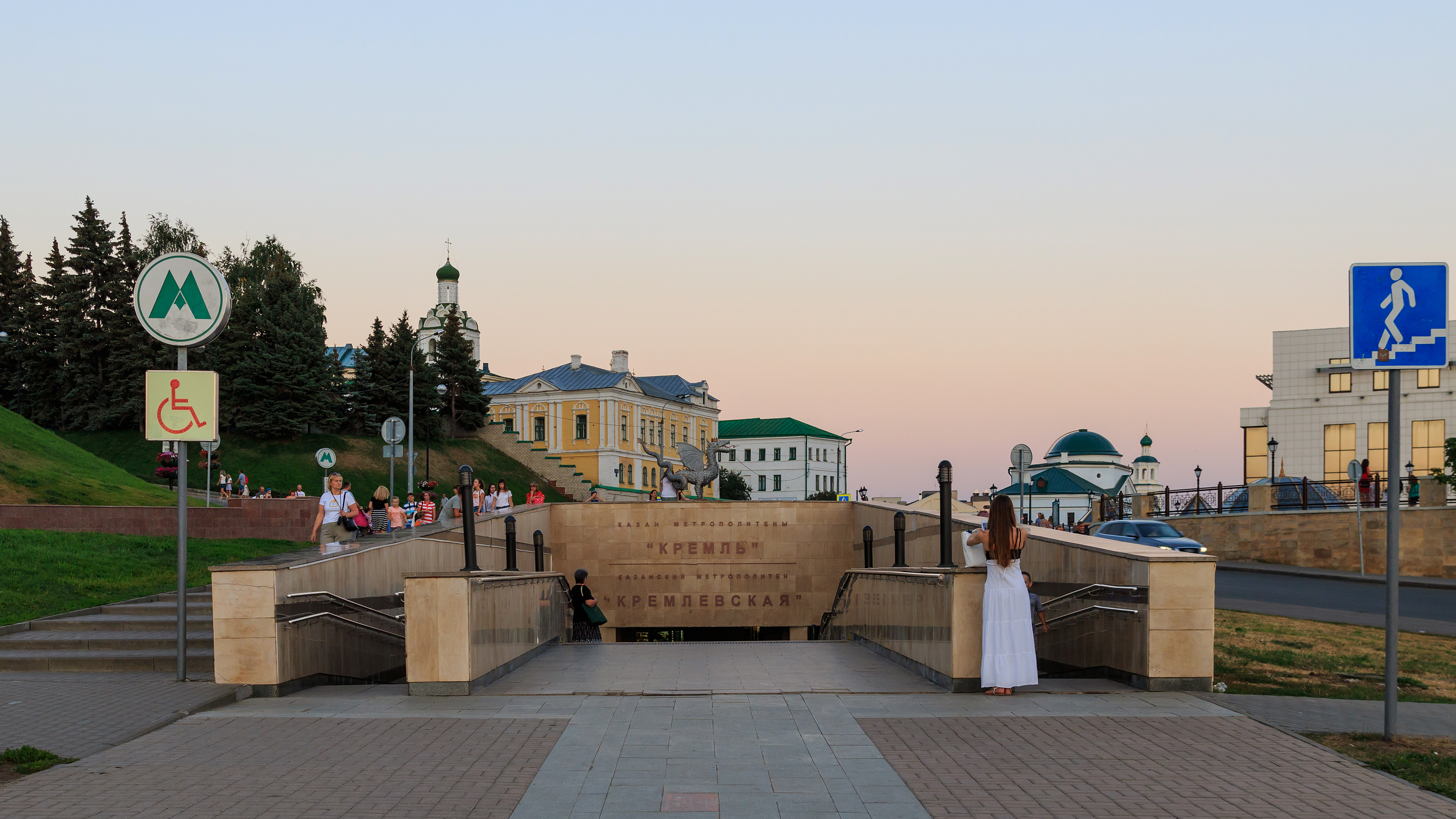
Вход на станцию метро «Кремлёвская»
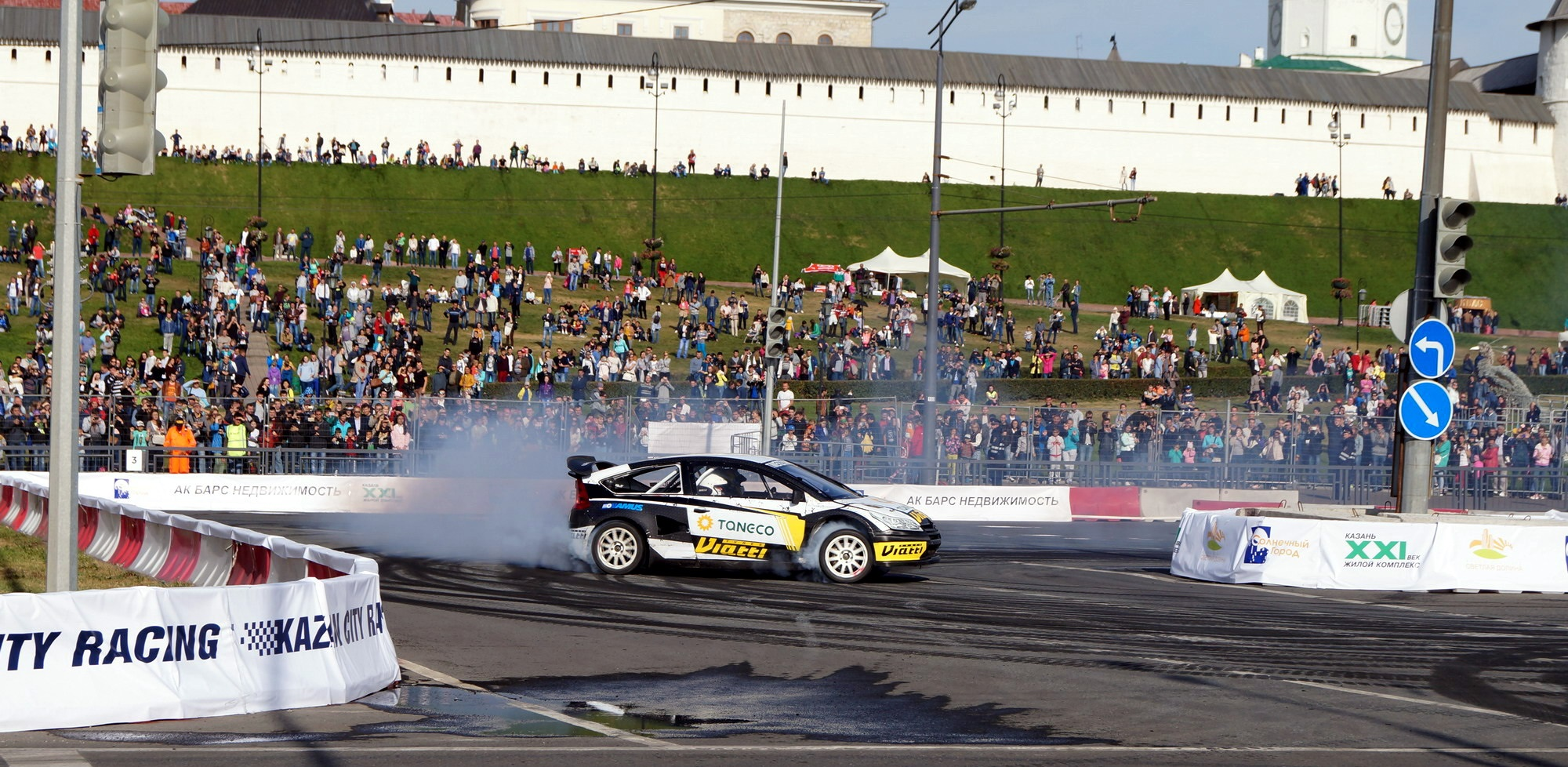
Автомотошоу Kazan City Racing